# Song-dynastiet
Song-dynastiet (Sung-Dynastiet) var et kinesisk kejserdynasti 960-1279, opdelt i de to hovedperioder under Det nordlige Song-dynasti 960-1127 og Det sydlige Song-dynasti 1127-1279.
Song-dynastiet blev grundlagt 960 efter en lang periode med tronstrid og magtkampe i Kina og gennemførte en stabilisering af landet. Dets magtperiode regnes for én af de betydeligste kulturperioder i kinesisk historie, ikke mindst på grund af vigtige opfindelser. Under Song-dynastiet blev krudt første gang anvendt til militære formål, og både kompasnål og kugleramme blev taget i anvendelse.
Også kunsthistorisk opfattes Song-tiden som en storhedstid, fordi landskabsmaleriet nåede et højdepunkt.
Derimod betød perioden en svækkelse af Kinas politiske og militære indflydelse. Dels prægedes statsstyret af konservatisme og mangel på økonomisk sans, dels ramtes landet for alvor af invasioner fra fremmede folkeslag.
Fra 1120'erne mistede Song-dynastiet reelt magten over Nordkina til skiftende invasionsfolk.
Det var også i Song-tiden, at mongolerne under Djengis Khan for alvor etableredes som stormagt. De erobrede først Nordkina i 1220'erne og nedkæmpede dernæst under Kublai Khan Sydkina, hvorved Song-dynastiet ophørte med at eksistere.

## Det nordlige Song 960 - 1126

### Grundlæggelsen
Det nordlige Song-dynasti blev grundlagt af en general ved navn Zhao Kuangyin i 960. Han kommanderede de militære styrker i hovedstadsområdet og var generalinspektør for den kejserlige hær. Han styrtede den syv år gamle tronarving Hou-Zhou (951-960) til det yngre Zhou-dynastiet, det sidste af de såkaldte fem dynastier. Med hans herredømme endte De fem dynastiers og ti kongedømmers tid.
Han regerede så fra 960 til 976, og fik posthumt navnet Taizu. Han formåede at stabilisere sit herredømme med en række dygtige politiske manøvrer. I stedet for at gå til kamp mod andre generaler fik ham dem til at overgive sine kommandoer i bytte med høje titler og rundhåndede pensioner. Han fik den krigstrætte kinesiske befolknings støtte ved at opbygge de konfusianske traditionelle værdier, han samlede Kina, fratog militærguvernørerne deres magt, centraliserede den politiske myndighed i kejserhoffet og overførte den administrative forvaltning til civile. Selv levede Taizu-kejseren et nøjsomt liv i pagt med de konfucianske idealer, lyttede til sine ministre og sørgede for, at skatterne ikke blev for høje.
Kaifeng blev hovedstad for et genforenet Kina; blandt Taizu-kejserens bidrag til Kinas samling var genindlemmelsen af den vestlige provins Sichuan i 965 ved hjælp af både diplomati og militærmagt. I 975 rykkede han sydover, men skulle ikke selv opleve at det sidste af de såkaldte ti kongedømmer overgav sig uden kamp (i 978), fordi han selv pludselig døde i 976. Det blev i lang tid efter spekuleret på om han var blevet snigmyrdet, men det synes væsentlig mere sandsynligt, at hans høje alkoholforbrug var årsagen. Snigmordlegenden synes være rene spekulationer udløst af afvigelsen i den "arvefølge", som fulgte: Det var ikke Taizus søn, som skulle overtage som næste kejser, men hans yngre broder.
Grundlaget for dette nye Kina var langt hen ad vejen lagt allerede under det yngre Zhong-dynasti (genforening af provinserne, regulering af skattebyrden, byggeri af kanaler og anlæggelse af kunstige søer, beplantning af nye landområder, etablering af militære støttepunkter).
Men allerede på denne tid var store områder nord i landet kommet ind under khitanernes herredømme, og senere Liao-dynastiet. Da den anden Song-kejser, Taizong (regj. 976-997) gik i felten mod dem, gik det ikke så godt. Kitanerne hævdede sig godt militært og vandt vigtige slag (979, 986), og kunne i 1004 slutte en fordelagtig fredsaftale med Song-styret. Det endte med, at Song-hoffet betalte tribut til dem.
I det hele blev det samlede Kina under Song-dynastiet hverken så stort eller så slagkraftig militært som flere af de forudgående og efterfølgende. Det katastrofale nederlag mod kitanerne i 986, hvor kejseren selv kun lige undslap med livet i behold, skyldtes ikke mindst at kinesernes kavaleri var så underlegent, men også at de bedste generaler var blevet sendt på pension, og at de tilbageværende var blevet underlagt civil overkommando. De militære kunster havde ikke længere den samme interesse eller prestige i samfundet. Til og med forsøgene på at gøre sig gældende i det svage Indokina slog fejl, og nogen af de tilgrænsende områder omkring Song-vældet, som Nanzhao, slap fra det med at betale relativt beskedne tributter til kejseren.

### Keiser Zhenzong konsoliderer dynastiet og kejserværdigheden
Det tredje af Sung-kejserne var Zhenzong (født 968), som overtog efter sin fader kejser Taizong. Zhenzongs regeringstid strakte sig fra 997 til 1022, og med det blev Song-vældet konsolideret og styrket. Velstanden voksede, og militærmagten tiltog yderligere.
Nogen fare fra khitanernes Liao-dynasti i nord bestod ikke længere, særlig ikke efter nogen få slag som ganske vist ikke endte med nogen entydig song-sejr men som ikke desto mindre gjorde det klart, at kitanerne ikke havde nok at stille op med overfor det nye Kina. I 1005 indgik parterne en formel og højtidelig fredsaftale, Shanyuan-traktaten. Khitanerne opgav sine krav på omstridte områder, som de en gang havde lagt under sig syd for Den kinesiske mur, og Song-Kina anerkendte på sin side Liao-herskerne en årlig tribut i sølv og silke. Fra Song-styrets side var det en god forretning at købe sig fri relativt billig fra faren fra overfald fra nord, selv om aftalen over lang tid skulle tappe det kejserlige skatkammer.
Shanyan-traktaten skulle vise sig at være slidstærk; den stod ved lag helt til 1125, da Song-dynastiet var så ukloge at de opmuntrede jursjenerne til at angribe Liao-dynastiets land. Så længe traktaten stod ved magt, formåede Song-Kina at holde på sin størrelse; senere blev det næsten halveret ved, at de nordligste dele gik tabt.
Et andet greb som virkede konsoliderende, var kejser Zhenzongs selvophøjelse af religiøs art. Han sagde sig i besiddelse af en særlig tao-karisme, og oplyste omverdenen at han havde modtaget et hemmelig budskab direkte fra himmelen. Selvophøjelsen bidrog til at styrke de absolutistiske træk ved kejserværdigheden.

### Kejseren Shenzong og Wang Anshis store reformer
Under kejser Shenzong (reg. 1067-1085) kom i 1069 de store reformer som knyttes til Wang Anshi. Wang var kejserens vigtigste rådgiver, og havde kejserens fulde støtte således, at Shenzong selv kunne forblive i sin ophøjede kejserlighed hævet over politiske strider og forhandlinger. Reformerne var nokså vidtgående. De effektiviserede administrationen, skabte årlige overskud i statskassen og styrkede den militære slagkraft.
Wang Anshis hovedanliggende var at få et juridisk redskab for at modvirke undertrykkelsen af småbønderne. Det var dem som bar den tungeste byrde af skatter og arbejdstjeneste. Lignende reformer havde som mål at komme småhåndværkerne til undsætning.
Men modstanden mod de omgribende reformer var også formidabel. Oppositionen var særlig stærk i nord. Man undgik at kritisere kejseren direkte, eftersom åben kritik af kejseren var fremmed for kinesisk tankegang, men koncentrerede sig om at undergrave Wang. De, som tabte mest på Wangs reformer, var storgodsejere, storkøbmænd og pengeudlånere, og eftersom en stor del af embedsværket stammede fra deres kredse, var det en god del bureaukratisk sabotage og ikke-samarbejde. Men det var også enkelte intellektuelle som var imod så bratte forandringer, og at et af resultaterne af reformerne var også en voksende kejserlig magtkoncentration, og samtidig svækkelse af regionernes beslutningsmyndighed i egne anliggender.
Wang Anshi formåede ikke at bevare sin stilling ved kejserhoffet, og i 1076 blev han forvist, i 1078 atter taget til nåde, og i 1085 sendt bort for godt. Han blev erstattet af den konservative Sima Guang, som tog stilling for storgodsejerne og de rigere købmænd. Han omgjorde Wangs reformlovgivning. Efter de to rivalers død i 1086 fortsatte magtkampen mellem deres respektive partier.
Wang Anshis reformer skulle dog vise sig at beholde megen af sin gennemslagskraft i et halvt århundrede, og de betød meget for rigets stabilitet.

### Økonomi
På det nordlige Song-dynastis tid oplevede Kina en rask økonomisk vækst, hvilket blandt andet kan illustreres med at møntprægingen blev mere end fordoblet, og det på samme tid som papirpenge blev taget i brug. Den økonomiske opblomstring havde ikke noget sidestykke fra Kinas tidligere historie. Handelsforbindelserne med Sydøstasien og Indien blev langt mere intensiv med udviklingen af søfarten med skibe, som kunne sejle på det åbne hav.
Et af de mest storslagne og samtidig mærkeligste økonomiske udviklingstræk var den pludselige og stærke fremvækst af en industriel jernindustri, som nåede et ret stort omfang, og denne industris endnu hurtigere sammenbrud.
Sent i 900-tallet var der begyndt at udvikle sig en jernindustri i det nordlige Kina. Det er blevet anslået at jernovnene i 1018 producerede mere end 35.000 ton jern om året, hvilket var en meget stor mængde den gang. 60 år senere kan produktionen have været på mere end 100.000 ton. Dette var ikke en regimestyret virksomhed; privatpersoner havde udnyttet den stærke efterspørgsel efter jern og havde med lethed udviklet minedrift efter jern og kul. Ved hjælp af det flod- og kanalsystem, som også voksede stærkt under Song-tiden, kunne de bringe deres produkter frem til markederne både fjern og nær. Disse nye kinesiske jernkapitalister gjorde store penge på handelen, og geninvesterede dem i sine miner og jernstøberier. Tilgangen på jernprodukter førte til fremkomsten af landsbrugsredskaber som muliggjorde voksende jordbrugsproduktion. Kina var med andre ord i fuld fart i gang med at udvikle det som kunne være blevet et kapitalistisk industrielt økonomisk system mange hundrede år før Europa.
Men så tog det brat slut. Ved århundredeskiftet 1000/1100 blev kun små mængder jern produceret, og snart forfaldt både miner og jernstøberier. Grunden var, at mandarinerne ved det kejserlige hof ikke havde set med blide øjne på, at nogen fra den jævne befolkning blev styrtende rige på produktion og handel og begyndte at ansætte store mænger arbejdere. De anså denne samfundsudvikling som en trussel mod de konfucianske værdier og den sociale ro. Folket måtte kende sin plads; det var kun eliten, som skulle kunne ophobe sådanne enorme rigdomme. Derfor erklærede de jernproduktion for at være et statsmonopol, og eksproprierede alt. Men dermed blev det også hurtig tilbagegang i produktionen.
I 1024 fik man de første pengesedler af papir.
Omkring 1090 tog man kompasset i brug. Men der er grund til at antage, at det tog ret lang tid, før kineserne tog det i brug i for eksempel søfarten. De første kompasser var meget enkle, med en magnetisk nål som flød i en væske, og muliggjorde at man kunne finne nord-syd-aksen. Den første kinesiske brug af kompasset var i spådomssammenhæng; antagelig var det ikke før europæerne i lang tid havde taget det i brug som navigationsinstrument, at kineserne gjorde det samme.
Fra 984 fik man kanalsluser, og på 1100-tallet tog man kraftige skovlhjul i brug. Man borede ned til omkring 900 meters dybde efter olie.
Kartografien blev forbedret; kineserne benyttede det, vi i dag kender som Mercator-projektionen allerede i 900-tallet.
Krudtet blev opdaget 1044, men blev lidt benyttet i militær sammenhæng - nogen udvikling af kanoner fulgte mærkelig nok ikke. Derimod blev det brugt til fyrværkeri, og i militær sammenhæng i nogen grad som et sprængstof (kineserne udviklede kanoner noget efter år 1300, men de kom ikke på tanken at benytte krudtet til individuelle skytteres ildvåben.)
Spindehjulet blev også taget i brug af kineserne under Song-tiden.
Omkring 1041-48 så bogtrykkerkunsten med bevægelige typer dagens lys. Bogtrykkerkunsten blev videreudviklet af Bi Sheng med bloktrykkeri, og der blev udgivet mange bøger om mange emner (encyklopædier, værker om teknik, medicin, arkitektur, religion, fremmede lande) og der opstod en mere omfattende romanlitteratur. Der blev etableret private skoler og biblioteker.
En forudsætning for den stærke økonomiske vækst var overfloden af arbejdskraft. Den kom for alvor på 1100-tallet, da store mængder bønder flyttede ind til byerne. De statslige håndværksbedrifter havde op til 7000 håndværkere og arbejdere, og de private bedrifter blev også store, med måske op til 1200 arbejdere. De private bedrifter, som samarbejdede godt med de statslige, producerede blandt andet teglsten, lakarbejder og porcelæn. Men hvis de voksede sig større end det staten ville, blev der grebet ind mod dem. Dette forhindrede udviklingen af et tidligt kapitalistisk økonomisk system.
Finansieret af afgifter blev der etableret arbejdsformidling, hjem for forældreløse børn og brandværn i byerne, og ved milde stiftelser opstod en række velfærdsinstitutioner. I havnene fandtes det mæglerhus og havnearbejdergilder.
En anden vigtig forudsætning for den økonomiske vækst under Song-dynastiet var den stærkere efterspørgsel indad i det kinesiske rige. Byernes borgerskab bestående af ejendomsbesiddere og købmænd blev meget velhavende og efterspurgte stadig flere luksusgoder. Det kunne dreje sig om finere møbler og klæder, eller større raffinementer i madlavningen.

### Risdyrkingens gennembrud
Ris var ikke blevet til noget centralt element i kinesisk ernæring før under Song-dynastiet. Planten havde godt nok været dyrket siden stenalderen, nogen steder ved Yangzefloden fra omkring 5000 år f.Kr. Efterhånden, som bosættelsen og udviklingen af det sydlige Kina tiltog, fik også ris en stadig større rolle. Sydkina havde et klima, som egnede sig godt for risplanten, men terrænet var enten for sumpet eller for kuperet til, at der var blevet den helt store overgang til risdyrkning. Men under Song-dynastiet blev der introduceret nye ristyper fra Sydøstasien, blandt andet sådanne som modnede hurtigere, og som havde større tolerance for tørkeperioder.
Samtidig åbnede tekniske forbedringer som bedre opdæmmings- og pumpemetoder flere områder for risdyrkning, og Song-dynastiet støttede dræningsprojekter og terrassebygning langs bakkesider med effektive tiltag som blandt andet skattelettelser. Man lod i 1100-tallet også trykke illustrerede brochurer med beskrivelser af tolv tiltag, man kunne tage i brug for at udvikle produktionen. Et eksempel er en detaljerede præsentation af foddrevne vandpumper.
Et eksempel på et område, som blev nærmest totalt ændret, var den sydlige del af Fujian. Under næsten hele Tang-dynastiet havde man ikke formået at udvikle dette område, fordi det var for sumpet. Dette begyndte langsomt at ændre sig mod slutningen af dette dynasti, og under Song-dynastiet blev området så godt som helt nyt, med vandingssystemer, reservoirer og terrasserede bjergsider. Med risbaseret jordbrug fulgte også andre forandringer.
Bøndernes arbejdsrytme blev en helt anden med andre arbejdsmetoder og (i syd) tre årlige høstperioder. Arbejdet blev foretaget kollektivt i meget større udstrækning end i det øvrige jordbrug, med store fællesindsatser med bønder på rad og række under risplantning og høst. Man tog i meget større udstrækning i brug vandbøflen til pløjning og harvning, og lærte sig at tage bedre vare på og bruge gødning fra disse dyr.

### Administration
Den centrale forvaltning var under Song-tiden inddelt i de store afdelinger
- Økonomi og finanser

Embeder: statsmonopoler, budget, befolkning
- Hær
- Sekretariat – det vil sige for retsvæsen og personalforvaltning.

Der fandtes også tre ombudsmandsembeder for den uhildede modtagelse af klager og forslag fra embedsværket og fra befolkningen.
Efter 1065 afholdt man hvert tredje år den kinesiske embedsmandseksamen, og gjorde den obligatorisk for embedsværket. Dette eksamenssystem, som tog sigte på at udvikle et dygtigt meritokrati i modsætning til et embedsværk rekrutteret helt og holdent efter guanxi-metoden ("hvem du er og hvem du kender"), skulle vise sig at blive et helt specielt særtræk ved den kinesiske civilisation og kultur ved, at den fremmede fremvæksten af en elite efter helt andre kriterier end i nogen anden civilisation på den tid.
Nu var embedsmandseksamen ikke noget nyt fra Song-dynastiets tid; man havde for længst en embedsmandsklasse, hvor embedsmændene (shi eller shidafu) havde gennemgået eksaminationer. Eksamenssystemet havde været i brug også under Sui-dynastiet og under Tang-dynastiet, men da var det i meget mindre målestok end det skulle blive under Song-tiden og havde ikke kunnet præge elitedannelsen på samme måde som under Song-dynastiet.
Denne eksamen havde på dette tidspunkt tre niveauer (præfekturerne, hovedstaden, embedsværket omkring kejseren). Under Wang Anshi blev prøven indrettet mere praktisk således, at man blev prøvet på områderne almendannelse, skrift og skriftstykker, lov og ret, matematik, militærfag, og de kinesiske klassiske forfattere. Der blev også for første gang givet adgang til at et betydelig antal kinesere fra det mellemstee og det sydlige Kina kunne deltage. Således virkede eksaminationen også geografisk udjævnende og dæmpede eller reducerede nordkinesernes dominans.
Eksamensbesvarelserne blev bedømt anonymt, faktisk blev alle besvarelser transkriberede af skrivere således, at håndskrift eller andet der ville give nogen antydning om studenternes identitet eller familietilhørsforhold, blev elimineret. Tidlig i 1000-tallet tog noget under 30.000 kandidater prøven hvert år. Dette steg til nær 80.000 ved århundredets slutning og voksede til måske 400.000 under Song-dynastiets sidste år.

### Det nordlige Song-dynastiets undergang
Afgørende for det nordlige Song-dynastis undergang var, at jursjenerne i 1126 formåede at tage kejser Huizong (reg. 1100-1125) og hans søn til fange. Huizong var den klart mest kultiverede af alle Song-kejserne. Han var maler og kalligraf og brugte dynastiets indtægter ikke først og fremmest for at hæge om regimets magt, men også i stor grad til at opbygge den kejserlige malerisamling (katalogen kom til sidst op i 6.000 malerier). Han var også selv delagtig i at udvikle kalligrafiske stilretninger og ligeledes dannede han skole inden for fugl-og-blomst-malerierne, og han instruerede også hoffets malere i hvordan, de skulle forbedre deres kunst. Huizong var også stærkt optaget af taoismen og lod storslagne rituelle forestillinger fremføre i hoffet.
Jursjenerne havde da akkurat oprettet sit eget dynasti i nord, Jin-dynastiet. Senere har mange kinesere ment, at det var Huizongs udsøgte og angivelige ensidige interesse for det æstetiske, som gjorde ham blind for den jursjenske fare, og som førte til det nordlige Song-dynastis undergang. Men i virkeligheden var det vel så meget en fejlagtig alliancepolitik som førte til nederlaget. Song-dynastiet havde fejlvurderet situationen, da jursjenerne voksede sig stærke nord for khitanernes såkaldte Liao-dynasti, og da jursjenerne oprettet sit eget Jin-dynasti, så Song-styret det sidstnævnte som en forbundsfælle for at knuse Liao-staten og dele Liao-dynastiets områder mellem de allierte sejrherrer. Men alliancen brød sammen efter blot tre år, og i 1126 angreb jursjenerne Kaifeng. Huizong havde lige abdiceret til fordel for sin søn, men både han og hans efterfølger blev ført som fanger nordover sammen med 3.000 medlemmer af den kejserlige familie. Forhandlingerne om at løskøbe dem slog fejl, og Huizong døde i fangenskab i Nord-Kina i 1135.
Gaozong (reg. 1127-1162), en anden prins, var kommet i sikkerhed, da Kaifeng blev indtaget, og han grundlagde syd for Yangtzefloden det, som skulle blive kednt som det sydlige Song-dynasti.

### Kejserrækken for det nordlige Song-dynasti 960-1127
- 960-976 - Kejser Taizu af Song - (21. marts 927 – 14. november 976)
- 976-997 - Kejser Taisong af Song - (939 – 997)
- 997-1022 - Kejser Zhenzong af Song - (968 – 1022)
- 1022-1063 - Kejser Renzong af Song - (30. maj 1010 – 30. april 1063)
- 1063-1067 - Kejser Yingzong af Song - (16. februar 1032 – 25. januar 1067)
- 1067-1085 - Kejser Shenzong af Song - (25. maj 1048 – 1. april 1085)
- 1085-1100 - Kejser Zhozong af Song - (4. januar 1076 – 23. februar 1100)
- 1100-1125 - Kejser Huizong af Song - (7. juni 1082 – 4. juni 1135)
- 1126-1127 - Kejser Qinzong af Song - (23. maj 1100 – 14. juni 1161)

## Det sydlige Song 1126/1127 - 1279

### Dynastiskifte
Syd for Yangtze formåede jursjenerne ikke at udvide sine erobringer. Den fordel, jursjenerne havde i og med sit kavaleri, gjaldt ikke i samme grad fra og med Huai-flodens løb, idet den slyngede sig frem og tilbage og flød gennem en række moseområder. Selv om de lykkedes med enkelte angreb sydover, gjorde det varmere og fugtigere klima der området mindre attraktivt. En song-sejr over jursjenernes general Wu-chu ved Yangtze i 1130 sikrede dynastiets overlevelse.
I 1138 marcherede den kinesiske folkehelt Yue Fei mod Kaifeng, og den krigstrætte kejser Gaozong sluttede en tributfred. Yue Fei blev snart taget til fange af hoffet der og henrettet. Song-Kina havde nu magt, men ikke den fornødne vilje, til at fordrive jursjenerne fra Nordkina. De sikret i stedet freden med høje tributter (kansler Qin Gui, død 1155). I 1161 blev nok et jursjensk angreb – denne gang anført af Jin-kejseren Tikunai personlig – slået tilbage ved Yangtze. Under kampene blev det benyttet nye midler: En hjulpadleflåde blev sat ind på Yangtze og dens bifloder, og der blev benyttet gas- og eksplosivvåben, som kan betragtes som forstadier til kanonen.
På denne tid voksede det frem yderligere to stærke stater i Kinas udkanter: Tangutene i det vestlige Xia-dynasti i Gansu og staten Nanzhao (thaier, tibetanere, kinesere, med hovedstad i Dali) i nutidens Yunnan.

### Anti-buddhisme, konfuciansk renessanse
Song-tidens forfattere, tænkere og embedsværk var klar over, at det ellers nok så imponerende dynasti de levede under, ikke formåede at etablere nogen militær dominans over de tilgrænsende områder på linje med det man havde set under Han- og Tang-dynastierne. Fremmedstyret i nord blev opfattet som en latent trussel og bidrog til, at man blev mindre åbne for udenlandske kulturimpulser og mere optaget af at dyrke det ægte kinesiske. Var noget af fremmed ophav, blev det gerne forkastet. Det var til og med dem, som tog skarp afstand fra buddhismen på dette grundlag – selv om denne religion havde en tusindårig historie i landet. Forfatteren Sung Fu sagde, at det at give rum for denne "barbarenes lære" var en stor skam, som kun bragte forvirring om "vore egne vismænds lære". Og Shi Jie sagde, at det var perverst af kinesere "at glemme sine forfædre og ophøre med at bære frem ofringer for dem, og i stedet tjene udenlandske spøgelser". At de omliggende folkeslag tungutene, khitanerne og jursjenerne alle sammen var ivrige buddhister var med til at understrege buddhismen som et fremmedelement.
En genopliving af konfucianismen blev dermed et centralt anliggende for det sydlige Song-dynastiets tænkere. Konfucianismens stilling i embedsmandseksamenerne blev yderligere styrket, og studiet af Konfucius' tanker blev intensiveret. Det blev vigtigt at have noget, som kunne stå sig mod det buddhistiske tankegods på metafysikkens område. To brødre, Cheng Yi og Cheng Hao havde allerede tidligere udviklet en metafysisk teori om den kosmiske dynamik, hvor begreberne li og qi blev centrale. Således blev de to af de centrale aktører for den konfucianske renæssance og grundlæggere for neokonfucianismen.
Et fænomens li (princip, mønster) kunne være fysisk eller moralsk: Således er for eksempel faderskabets li moralsk, mens bjergets li er fysisk. Men for at kunne eksistere er der også behov for qi (fænomenernes iboende energi og substans). Tænkningen omkring li og qi gjorde det muligt for songfilosoferne at gå med på Mencius' lære om menneskenaturens grundlæggende godhed og samtidig kunne forklare de åbenbare tegn på menneskets moralske forvildelse. Det var et tegn på, at mennesket nok havde li (her: moralsk godhed) men kun havde en ufuldkommen og uren qi (dermed: selvisk fordærv). Oldtidens vismænd havde fuldkommen qi, men normale folk havde et forkvaklet qi og måtte slide med med at forædle sig selv.
Det sydlige Songs filosofer videreudviklede dette. De blev mere og mere optaget af enkelthederne i folkets konkrete liv. De ville tilrettelægge for et idealsamfund, og engagerede sig fra bund til top i samfundslivet med leveregler for familierne og landsbyerne, oprettelse af akademier, og massespredning af deres tanker i trykte skrifter. Den største at tidens song-mestre var Zhu Xi, en embedsmand som kombinerede sine administrative forpligtelser med en uhyre stor produktion af bøger. Han videreudviklede Cheng-brødrenes metafysik og udviklede metoder for at udforske til fulde et fænomens li. Hans virke betød meget for en reform af konfucianismen.

### Krise og undergang
Storgodserne nåede efterhånden helt op til floden Huai. Med tiden var der stadig flere storgodsejere, som unddrog sig skattemyndighederne, hvilket fik negative følger for centraladministrationens betalingsevne og finansielle styrke. Resultatet blev en galopperende inflation. Underslag og korruption blev et af trækkene ved mandarinernes embedsførsel i 1100-tallet og 1200-tallet.
Omkring 1263 blev den indenrigspolitiske situation i de vigtigere jordbrugsområder syd for Yangtse så eksplosiv, og indkrævningen af skatter så vanskelig, at reformer blev tvingende nødvendige. Kansleren Jia Sidao (1213–1275; henrettet) måtte ty til tvangsmidler. Jia Sidao ville begrænse storgodsernes størrelse til 27 ha, det overskydende skulle købes op, og indtægterne fra ejendommene skulle kompensere for skattetabene og finansiere krigsvæsenet.
Jia Sidao intrigerede hensynsløst for at nå sine mål. De stridigheder dette udløste i centraladministrationen og i statsrådet svækkede embedsværkets og hærledelsens loyalitet til den kejserlige ledelse på et tidspunkt, da mongolerne i nord begyndte at kaste sine blikke mod Kina. Da mongolerne angreb fæstningerne langs Han-floden i 1273, formåede Song-styrkerne ikke at stå imod. Snart trængte de hele vejen sydover til hovedstaden Hang, som kapitulerede i 1276.
Da var hoffet flygtet ad søvejen sydover til Guangdong, men uden at få kejser Gong med sig på flugten. Det sydlige Song-dynastis sidste chance var nu knyttet til to unge prinser, kejser Gongs brødre. Den ældre af dem, den niårige Zhao Shi, blev udråbt til kejser og fik kejsernavnet Duanzong, og i 1277 tog det kejserlige hof tilflugt i Silvermine Bay (eller Mui Wo) på Lantau-øen, og senere i det som i dag er Kowloon City i Hongkong. Men drengen blev syg og døde og blev da efterfulgt af lillebroderen, den syv år gamle Zhao Bing. Den 19. marts 1279 blev Song-hæren nedkæmpet i et sidste slag, slaget ved Yamen, i Perleflodens delta. Det fortælles at en høj embedsmand efterfølgende tog den unge kejser i sine hænder og styrtede med ham i døden ned i havet fra en høj klippe.

### Kejserrækken for Det sydlige Song-dynasti 1127-1279
- 1127-1162 - Kejser Gaozong af Song - (12. juni 1107 – 9. november 1187)
- 1162-1189 - Kejser Xiaozong af Song - (27. november 1127 – 28. juni 1194)
- 1189-1194 - Kejser Guangzong af Song - (1147 – 1200)
- 1194-1224 - Kejser Ningzong af Song - (19. november 1168 – 17. september 1224)
- 1224-1264 - Kejser Lizong af Song - (1205 – 1264)
- 1264-1274 - Kejser Duzong af Song - (1240 – 1274)
- 1275-1275 - Kejser Gong af Song (Gongzong) - (1271 – omkring 1323)
- 1276-1278 - Kejser Duanzong af Song - (1268 – 8. maj 1278)
- 1278-1279 - Kejser Bing af Song (Huaizong) - (1271 – 19. marts 1279)